# Station Gorlice Glinik
Station Gorlice Glinik is een spoorwegstation in de Poolse plaats Gorlice.